# Đỉnh Hồ
Đỉnh Hồ (chữ Hán giản thể: 鼎湖区, âm Hán Việt: Đỉnh Hồ khu) là một quận thuộc địa cấp thị Triệu Khánh, tỉnh Quảng Đông, Cộng hòa Nhân dân Trung Hoa. Đỉnh Hồ có diện tích 506 km², dân số 150.000 người. Mã số bưu chính của Đỉnh Hồ là 526070. Về mặt hành chính, Đỉnh Hồ được chia thành 3 nhai đạo, 4 trấn.
- Nhai đạo: Quế Thành, Hàng Khẩu, Quảng Lợi.
- Trấn: Vĩnh An, Sa Phố, Phượng Hoàng, Liên Hoa.